# 索拉娅·塔齐
索拉娅·塔齐（普什圖語：‎；1899年11月24日—1968年4月20日）是阿富汗国王阿曼諾拉汗的妻子及王后。出生於敘利亞，索拉亚的父親是曾在外流放的阿富汗知識份子马哈茂德·塔尔齐。她來自一個和阿富汗巴拉克宰王朝下的一個普什圖人部落。
她和家人在阿曼諾拉汗在1901年後被歡迎重回阿富汗。阿曼諾拉汗在1913年8月和索拉雅結婚，索拉亚成為當時他唯一的妻子，推翻了阿富汗國王娶多妻的傳統。 1928年，獲得牛津大學榮譽學位，成為當時世界上最具影響力的女性之一。索拉雅鼓勵婦女接受教育並在喀布爾為女孩開設第一所學校。同年，她派出15名年輕女性到土耳其接受高等教育。索拉雅在促進婦女變革方面發揮了重要作用，並公開敦促她們積極參與國家建設。索拉雅思想開放，會和國王一起落面於公眾場合亦拒絕穿戴希贾布 。 由於阿曼魯拉汗國王提出的改革，該國的宗教派別變得暴力。1929年，國王為了防止內戰而退位，並和索拉雅搬到義大利居住。她在1968年在義大利逝世，阿富汗為她舉行了國葬。